# Franz Wittmann junior

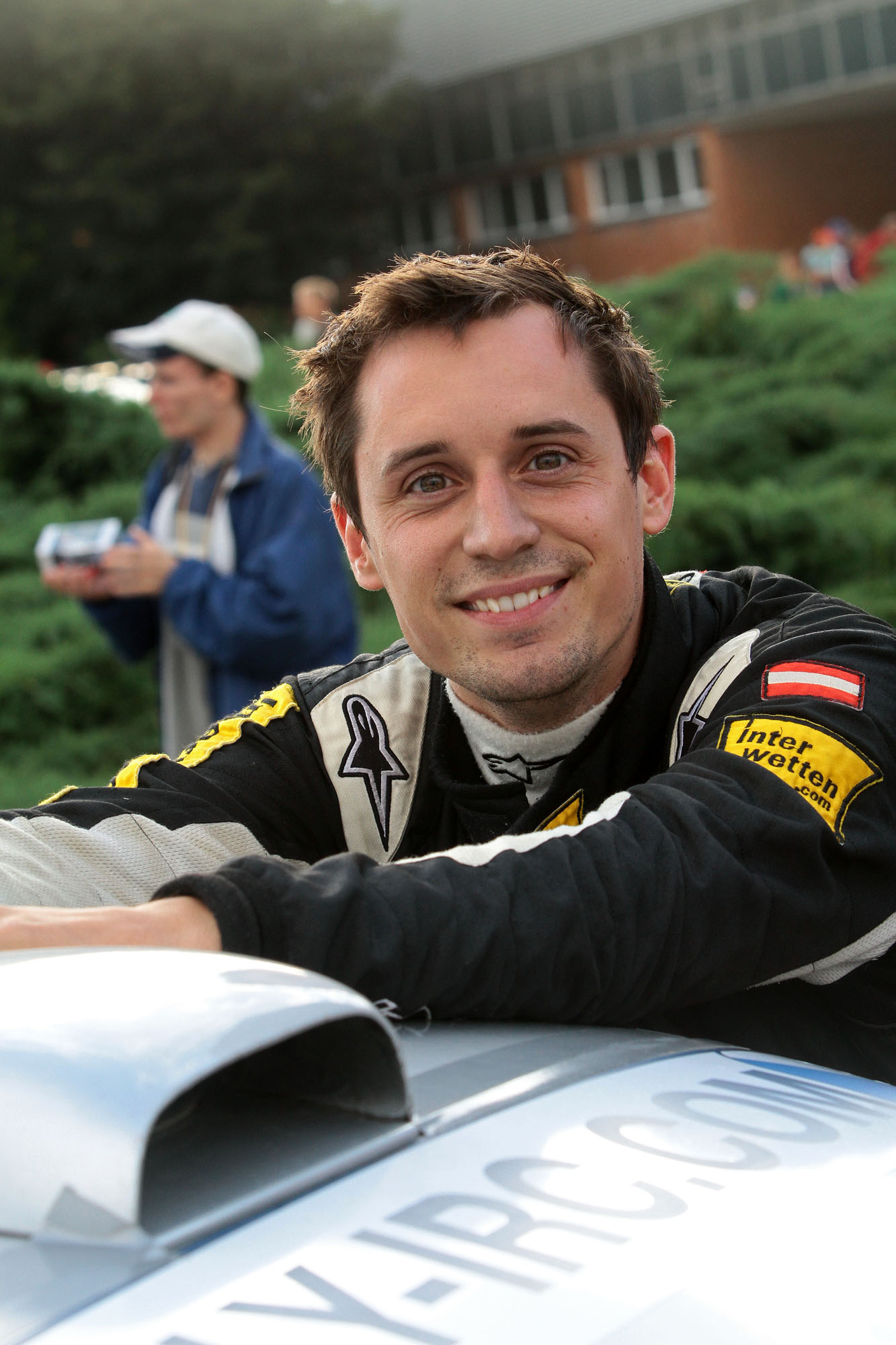
Franz Wittmann jun. bei der Barum Rallye 2010

Franz Wittmann junior (* 27. Oktober 1983 in Wien) ist ein österreichischer Rallyefahrer.

## Karriere
Franz Wittmann junior, Sohn des zwölfmaligen österreichischen Rallye-Staatsmeisters Franz Wittmann senior, gab sein Debüt im professionellen Rallyesport 2003 bei der zur Rallye-Europameisterschaft zählenden Waldviertel-Rallye. Diese beendete er mit seinem Mitsubishi Lancer Evo der Gruppe N auf dem 13. Gesamtrang. Im Jahr darauf trat er bei der Rallye Schweden erstmals zu einem Lauf der Rallye-Weltmeisterschaft an. Es folgten vereinzelte Teilnahmen bei Läufen zur Österreichischen Rallye-Staatsmeisterschaft, in der er 2006 bei der Lavanttal-Rallye mit Platz drei seine erste Podiumsplatzierung erreichte. Zu Beginn der Saison 2007 stand Wittmann gleich drei Mal auf dem Podium. Nachdem er die Jänner-Rallye auf dem dritten Platz beendet hatte, erreichte er bei der darauf folgenden Lavanttal-Rallye Platz zwei. Kurze Zeit später konnte er bei der Bosch Super plus Rallye seinen ersten Gesamtsieg feiern. 2008 erreichte Wittmann zwei dritte Plätze bei der Bosch Super plus Rallye und bei der BP Ultimate Rallye sowie einen zweiten Platz beim Saisonfinale, der OMV Rallye Waldviertel.
2009 wechselte Wittmann auf die internationale Bühne in die Intercontinental Rally Challenge. Mit dem Team Interwetten Racing erzielte er mit Platz sechs in Portugal und Platz fünf in Russland sieben Meisterschaftspunkte. Mit neuem Arbeitsgerät, einem Peugeot 207 der Kategorie Super 2000, kehrte Wittmann zur Waldviertel-Rallye in die Österreichische Rallye-Staatsmeisterschaft zurück. Als Zweitplatzierter musste er sich nur um wenige Sekunden geschlagen geben. In der Saison 2010 bestreitet Wittmann mit seinem Peugeot 207 sein zweites Jahr in der Intercontinental Rally Challenge. Wiederum im Interwetten Racing Team und mit dem deutschen Kopiloten Klaus Wicha verzeichnete er 3 Ausfälle (Monte Carlo, Gran Canaria und Sardinien Rallye) sowie einen 11. Rang bei der Barum Rallye. Außerhalb der Intercontinental Rally Challenge konnte die ADAC Hessen Vogelsberg-Rallye gewonnen werden und im Rahmen eines Rallye-Weltmeisterschaft-Starts bei der ADAC Rallye Deutschland belegten Wittmann und Wicha den 17. Endrang. Einen weiteren Intercontinental-Rally-Challenge-Lauf bestritt Witmann mit der deutschen Kopilotin Josefine Beinke bei der Zypern-Rallye. Dort schied man jedoch ebenfalls aus.